# ストック・エクスチェンジ・ランチョン・クラブ
ストック・エクスチェンジ・ランチョン・クラブ（英語: Stock Exchange Luncheon Club）は、ニューヨーク市マンハッタン区ウォール・ストリート11号、ニューヨーク証券取引所（NYSE）の7階にあった会員制のダイニング・クラブである。クラブは、1898年8月3日に設立され、1903年に70 ブロードウェイから11 ウォール・ストリートへ移転した。2006年4月28日、1世紀以上の営業を終え、閉鎖された。
マンハッタンの70 ブロードウェイと15 ニュー・ストリートにあったランチョン・クラブ（Luncheon Club）が最初にオープンしたとき、会員は200人までに限られ、「待ち時間の長いリスト」にも加えられた。
1970年、アフリカ系アメリカ人として初のNYSEのメンバーとなったジョセフ・L・サールス3世は、「（彼にとって）ランチョン・クラブのどこに座ればいいのかが、最大の恐れだった」と言った。サールズは、クラブから彼の机を与えられ、この問題は解決したが、彼はしばらくの間、一人で食事をとっていた。
女性が初めてNYSEに受け入れられてから20年後、1987年にようやくクラブの女性洗面所がつくられた。
1999年には、クラブは1,400人を超えるメンバーを抱えており、様々な動物の頭が飾られているサファリのメンバーが最も高価だった。
ストック・エクスチェンジ・ランチョン・クラブは、社会的責任活動に関係していた。2001年8月、ストック・エクスチェンジ・ランチョン・クラブは、麻痺した人々のための地方病院の17人の四肢麻痺患者にあつらえの電動車椅子をプレゼンテーションの現場で利用した。2003年11月には、資金調達のイベントが、クラブでニューヨーク市警察財団によって開催された。セキュリティ対策がNYSEの適所に置かれたが、アメリカ同時多発テロ以降、クラブはアクセスしづらくなった。2006年に閉鎖された際には、その原因として、NYSEの長官でクラブへの常連客だったリチャード・グラッソが去ったことや、価値が地方のダイニング・クラブと同様までに落ちたことなどが挙げられた。クラブ閉鎖後も、2006年12月19日には、ユーロネクストとの合併のための、NYSEの株主投票が行われるなど、クラブのあった場所は、重要な出来事に使用され続けている。